# Bellova Ves
Bellova Ves es un municipio del distrito de Dunajská Streda en la región de Trnava, Eslovaquia, con una población estimada a final del año 2024 de 365 habitantes.
Se encuentra ubicado al sur de la región, cerca de los ríos Danubio y Váh, y de la frontera con Hungría y la región de Bratislava.

## Demografía
| Año        | 1994 | 2004     | 2014     | 2024     |
| ---------- | ---- | -------- | -------- | -------- |
| Población  | 165  | 184      | 255      | 365      |
| Diferencia |      | +11,51 % | +38,58 % | +43,13 % |

| Año        | 2023 | 2024    |
| ---------- | ---- | ------- |
| Población  | 358  | 365     |
| Diferencia |      | +1,95 % |